# Comuna Zalha, Sălaj

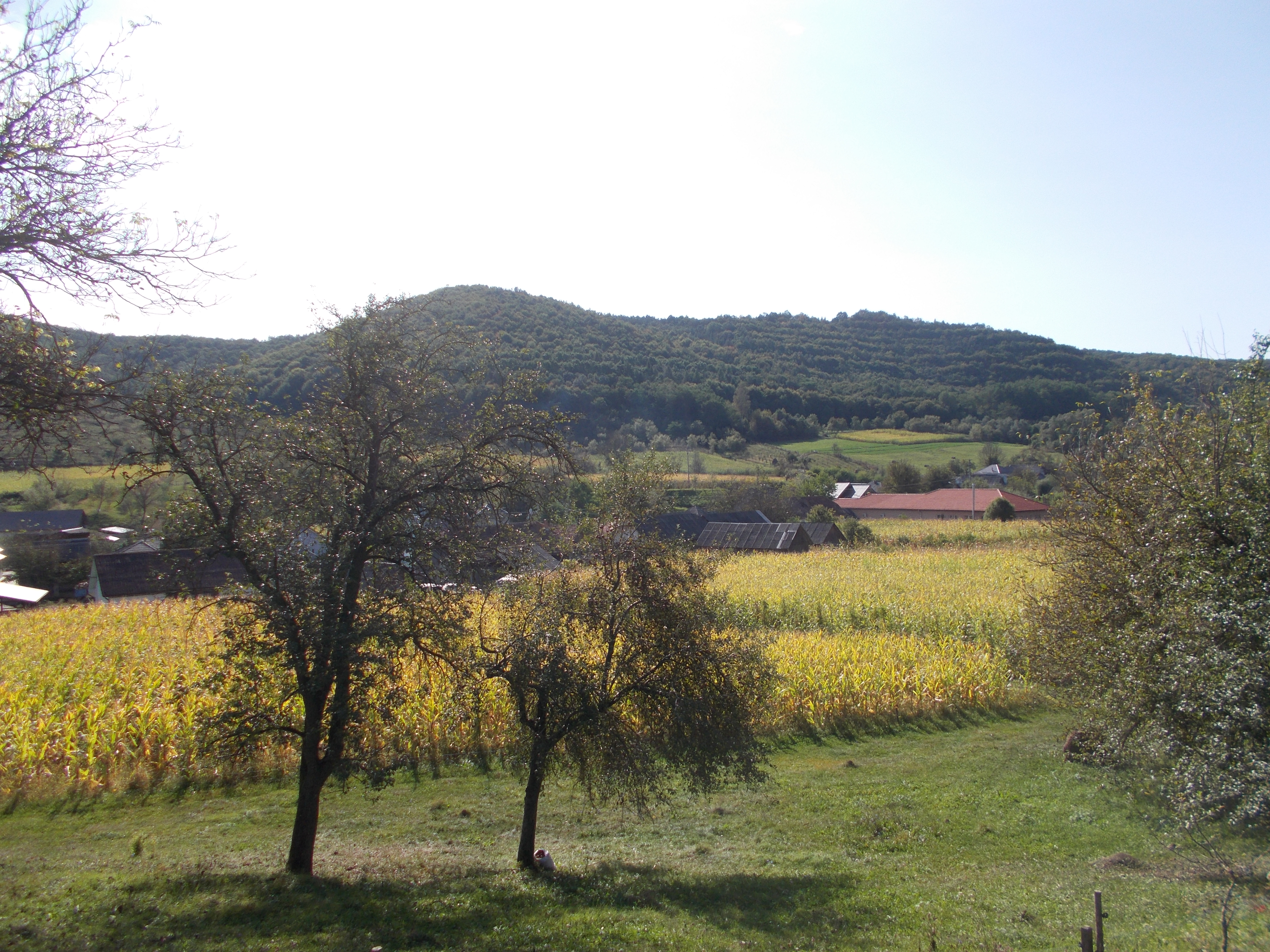
Satul Zalha, Sălaj

Zalha este o comună în județul Sălaj, Transilvania, România, formată din satele Ceaca, Ciureni, Valea Ciurenilor, Valea Hranei, Valea Lungă, Vârteșca și Zalha (reședința).

## Demografie
Componența etnică a comunei Zalha
     Români (94,52%)
     Alte etnii (5,48%)
Componența confesională a comunei Zalha
     Ortodocși (88,14%)
     Penticostali (5,74%)
     Alte religii (1,04%)
     Necunoscută (5,08%)
Conform recensământului efectuat în 2021, populația comunei Zalha se ridică la 767 de locuitori, în scădere față de recensământul anterior din 2011, când fuseseră înregistrați 864 de locuitori. Majoritatea locuitorilor sunt români (94,52%). Din punct de vedere confesional, majoritatea locuitorilor sunt ortodocși (88,14%), cu o minoritate de penticostali (5,74%), iar pentru 5,08% nu se cunoaște apartenența confesională.

## Politică și administrație
Comuna Zalha este administrată de un primar și un consiliu local compus din 9 consilieri. Primarul, Vasile-Traian Seliștean[*], de la Partidul Național Liberal, este în funcție din octombrie 2020. Începând cu alegerile locale din 2024, consiliul local are următoarea componență pe partide politice:
|  | Partid                    | Consilieri | Componența Consiliului | Componența Consiliului | Componența Consiliului | Componența Consiliului |
|  | ------------------------- | ---------- | ---------------------- | ---------------------- | ---------------------- | ---------------------- |
|  | Partidul Național Liberal | 4          |                        |                        |                        |                        |
|  | Partidul Social Democrat  | 4          |                        |                        |                        |                        |
|  | Partidul PRO România      | 1          |                        |                        |                        |                        |

## Economie
În anul 2017, comuna Zalha era cea mai săracă din toată Transilvania.

## Atracții turistice
- Biserica de lemn din satul Zalha, construcție 1821
- Biserica de lemn din Ciureni
- Biserica de lemn din satul Vârteșca

Peștera Uriașului